# Кордилера Уайуаш
Кордилера Уайуаш (на испански: Cordillera Huayhuach) е планина в Перу, съставна част на Перуанските Западни Кордилери. Простира се на 150 km от северозапад на югоизток. На запад, в района на град Чикян се свързва с планината Кордилера Негра, а на северозапад – с Кордилера Бланка. Максимална височина – връх Ерупаха (6635 m). Изградена е предимно от мезозойски седиментни скали, а на северозапад и юг от мезозойски ефузивни скали. Има алпийски форми на релефа. В северните части има значително съвременно заледяване и множество малки езера. От източните ѝ склонове водят началото си реките Мараньон, Уаляга и Мантаро (от басейна на Амазонка), а от източните – река Санта и други по-малки реки от басейна на Тихия океан.